# Chiesa di Santo Stefano (Mendrisio)
La chiesa parrocchiale di Santo Stefano è un edificio religioso tardobarocco che si trova a Mendrisio, nel quartiere di Rancate.

## Storia
La prima menzione della chiesa risale al 1466 e meno di un secolo dopo, nel 1528, diventò sede di una parrocchia. L'edificio attuale, tuttavia, è posteriore: fu Innocente Regazzoni, fra il 1771 e il 1774, a darle il suo aspetto tardobarocco. Nel 1777 Carlo Gerolamo Rusca aggiunse il portale. Nel XVIII secolo, inoltre, il coro, di forma rettangolare, fu trasformato in sagrestia, pur mantenendo il suo aspetto originale. Un altro cambio di destinazione per l'ex coro avvenne nel 1992, quando fu adibito a cappella iemale. Uguale sorte toccò alla cappella del Rosario: pur conservando il suo aspetto quattrocentesco, la struttura ospita oggi il coro degli uomini. Nel 1818, infine, la chiesa fu riconsacrata e nel 1845 il campanile, che si conservava nelle sue forme originali in muratura a vista, fu rialzato.
Come detto, la chiesa venne eretta in parrocchia nel 1528, fu ricostruita in forme tardobarocche negli anni 1771-1774 da Innocente Regazzoni di Balerna e consacrata nel 1818. Nel mentre, nel 1731, divenne sede di prepositura.
Della chiesa precedente rimangono il campanile in muratura a vista (rialzato nel 1845 tenendo conto dell'asse della chiesa tardobarocca), l'antico coro rettangolare (poi sagrestia nel secolo XVIII, dal 1992 cappella iemale) e l'antica cappella del Rosario (attuale coro degli uomini), verso nord rispetto all'asse dell'odierna chiesa. L'edificio subì restauri negli anni 1935, 1949, 1991-1995 e 2005-2007, questi ultimi diretti dall'architetto Alberto Finzi di Lugano.

## Descrizione

### Interno
L'elegante costruzione presenta una navata unica con due cappelle laterali, presbiterio quadrangolare e coro semicircolare.
L'altare maggiore è del 1758, e conserva una pala del 1775 raffigurante il martirio del santo titolare della chiesa.
La cappella di sinistra ospita una statua di San Carlo Borromeo scolpita nel 1794 da Grazioso Rusca. Nella stessa cappella trovano posto lacerti di affresco risalenti al XVI secolo. Al XV secolo risale invece un affresco mariano situato lungo il lato meridionale della navata.

#### Organo a canne
Sulla cantoria in controfacciata si trova l'organo a canne, costruito nel 1949 dal cantellese Giovanni Bai, incorporando un cospicuo nucleo di canne realizzate da Carlo Bossi di Bergamo per i precedenti strumenti della chiesa di Rancate (1810) e della chiesa di Ligornetto (1811); restaurato nel 2007 da Ilic Colzani. Lo strumento, a trasmissione pneumatico-tubolare, ha due tastiere di 58 note ciascuna ed una pedaliera concavo-radiale di 32.